# GNU自由文档许可证
GNU自由文件授權條款（英語：GNU Free Documentation License，缩写为GFDL）是一個版權屬左（copyleft，或稱「著佐權」）的內容開放的版權授權條款。它是由自由軟體基金會為了GNU計劃於2000年發佈的。
該授權條款適用於所有電腦軟體文件以及其他參考及指導材料。授權條款規定，所有使用GNU條款的材料產生的衍生品，不論是經過修改或轉載，也都必須採用GNU自由文件授權條款。採用該授權條款的材料可以用以商業用途，但必須允許任何人在遵守該協定下進一步修改或散發材料。
GNU自由文件授權條款是設計用於使用手冊、教科書、參考資料、指導性質的素材等。然而，它可以應用在任何文字作品。在網路上採用GFDL發佈的文件協作計劃中，维基百科是規模最大的计划之一。

## 歷史

GNU标志

GNU自由文件授權條款最早在1999年以草稿的形式發佈；2000年3月，經過改版後的自由文件授權條款以1.1版正式發佈，接著1.2版在2002年12月發佈。2007年12月1日，吉米·威爾士宣布，維基媒體基金會、自由軟體基金會、創作共用等經過長期的討論與協商，決定修改GNU自由文件授權條款。在維基媒體基金會的要求之下，自由軟體基金會在2008年11月3日發佈了1.3版。在1.3版當中，規定符合一定條件的Wiki網站，可以改用創用CC 姓名標示-相同方式分享3.0版（CC BY-SA 3.0）授權條款。
GNU自由文件授權條款第二版的第一份草稿已於2006年9月發佈，同時也發佈了GNU宽通用公共许可协议的草稿。新版本有許多改進，包括為了增進國際化，引入GNU通用公共授權條款第三版的新用詞；有關應用此授權條款於聲音及影像，規定更加明確等。新提議的GNU較簡自由文件授權條款去除了「封面文字」及「恆常章節」，以便於不想使用這些特色的作者。

## 特色與批評

### 次要章節
GNU自由文件授權條款明確地區分「文档」及「次要章節」。次要章節可以用來描述作者與文档主題的關係，但不可包含文档主題的相關內容。

### 不变章節
次要章節可以被指定為「不变章節」。被指定為不变章節的文字不可以被修改或刪除。維基百科並未使用不变章節。

### 相容性
GNU自由文件授權條款與GNU通用公共授權條款雙向不相容，導致範例程式碼必須雙重授權才能既使用在文件又使用在程式內。這點受到批評。

### 列印的重擔
GNU自由文件授權條款要求在複製時附上「本『授權條款』、版權聲明、說明本『授權條款』效力及於『文档』的聲明」，若未遵守此條件則不能散佈、分發複製後的文档。這表示被授權者在列印以GNU自由文件授權條款發佈的單篇文章時（例如，維基百科的單一條目），必須將完整授權條款同時列印出來，而授權條款及聲明的長度可能比文章本身大得多。

### 透明格式
「透明格式」是個較為複雜的概念。它要求文档的格式必須是「廣泛使用的軟體」可以編輯的。文档的透明格式相當於程式的源碼。這個概念是為了確保文档可以易於被修改。该许可证也举出了一些「透明格式」的例子：没有标记的纯ASCII、Texinfo输入格式、LaTeX输入格式、使用可以公开取得其DTD的SGML或XML、合乎标准的简单HTML、PostScript或PDF。「透明影像格式」的例子有PNG、XCF和JPG。